# Kristianstads Kommunföretag
Kristianstads Kommunföretag AB är ett svenskt förvaltningsbolag som agerar moderbolag för de verksamheter som Kristianstads kommun har valt att driva i aktiebolagsform. Bolaget ägs helt av kommunen.

## Bolag
Källa: 
- Aktiebolaget Kristianstadsbyggen (100%)
- C4 Energi Aktiebolag (100%)
- Kristianstads Industribyggnadsaktiebolag (100%)
- Kristianstads Renhållnings Aktiebolag (100%)